# Mordwiński Uniwersytet Państwowy im. Ogariowa
Mordwiński Uniwersytet Państwowy im. Ogariowa (ros. Мордовский государственный университет имени Н. П. Огарёва) – rosyjska uczelnia państwowa, zlokalizowana w Sarańsku.
Uczelnia została założona w 1931 roku jako Rolniczy Instytut Pedagogiczny. Status uniwersytetu uzyskała w 1957 roku. Patronem uczelni jest Nikołaj Ogariow. Główny kampus uczelni znajduje się w Sarańsku. Oprócz niego funkcjonują dwa oddziały zamiejscowe: kampus w Kowyłkinie oraz Instytut Budowy Maszyn w Ruzajewce.

## Struktura organizacyjna
W skład uczelni wchodzą następujące jednostki organizacyjne:
- Wydział Architektury
- Wydział Biologii
- Wydział Ekonomii
- Wydział Inżynierii Elektrycznej
- Wydział Języków Obcych
- Wydział Geografii
- Wydział Prawa
- Wydział Technologii Oświetlenia
- Wydział Matematyki
- Wydział Filologii